# Bad Blood (chanson)
Pour les articles homonymes, voir Bad Blood.
Singles de Taylor Swift
Style
(2015) Wildest Dreams
(2015)
Singles par Kendrick Lamar
King Kunta
(2015) Alright
(2015)
Bad Blood est une chanson de l'auteure-compositrice-interprète américaine Taylor Swift en collaboration avec le rappeur Kendrick Lamar extraite de l'album 1989. Elle est sortie le 17 mai 2015.
Le titre connait un grand succès et se classe premier des charts américain, canadien, écossais, et australien. Une journée après sa sortie sur Vevo, le clip atteint vingt millions de vues, établissant ainsi le nouveau record de la plateforme de streaming.

## Clip vidéo
De nombreuses stars, principalement des mannequins, des chanteuses et des actrices sont présentes dans le clip.

### Distribution
- Taylor Swift : Catastrophe
- Selena Gomez : Arsyn
- Kendrick Lamar : Welvin Da Great
- Lena Dunham : Lucky Fiori
- Serayah : Dilemma
- Gigi Hadid : Slay-Z
- Ellie Goulding : Destructa X
- Martha Hunt : HomeSlice
- Hailee Steinfeld : The Trinity
- Cara Delevingne : Mother Chucker
- Zendaya : Cut-Throat
- Hayley Williams : The Crimson Curse
- Lily Aldridge : Frostbyte
- Karlie Kloss : Knockout
- Jessica Alba : Domino
- Mariska Hargitay : Justice
- Ellen Pompeo : Luna
- Cindy Crawford : Headmistress

## Classements hebdomadaires
| Classements (2015)                      | Meilleure position |
| --------------------------------------- | ------------------ |
| Allemagne (Media Control AG)            | 40                 |
| Australie (ARIA)                        | 1                  |
| Autriche (Ö3 Austria Top 40)            | 31                 |
| Belgique (Flandre Ultratop 50 Singles)  | 26                 |
| Belgique (Wallonie Ultratop 50 Singles) | 26                 |
| Canada (Hot 100)                        | 1                  |
| États-Unis (Hot 100)                    | 1                  |
| Écosse (OCC)                            | 1                  |
| Espagne (PROMUSICAE)                    | 13                 |
| France (SNEP)                           | 14                 |
| Hongrie (Rádiós Top 40)                 | 10                 |
| Irlande (IRMA)                          | 8                  |
| Nouvelle-Zélande (RMNZ)                 | 40                 |
| Royaume-Uni (UK Singles Chart)          | 4                  |
| Suisse (Schweizer Hitparade)            | 28                 |